# Heinkel He 116
O Heinkel He 116 foi uma aeronave de longo alcance construída pela Heinkel na Alemanha. Na sua versão civil, a aeronave transportava correio, contudo foi usada pela Luftwaffe como aeronave de reconhecimento. Bateu um recorde de distância, voando 10mil quilómetros em 46 horas e 18 minutos.